# Saint-Martin-de-Landelles
Saint-Martin-de-Landelles là một xã thuộc tỉnh Manche trong vùng Normandie tây bắc nước Pháp. Xã này nằm ở khu vực có độ cao trung bình 178 mét trên mực nước biển.